# Podanie (koszykówka)

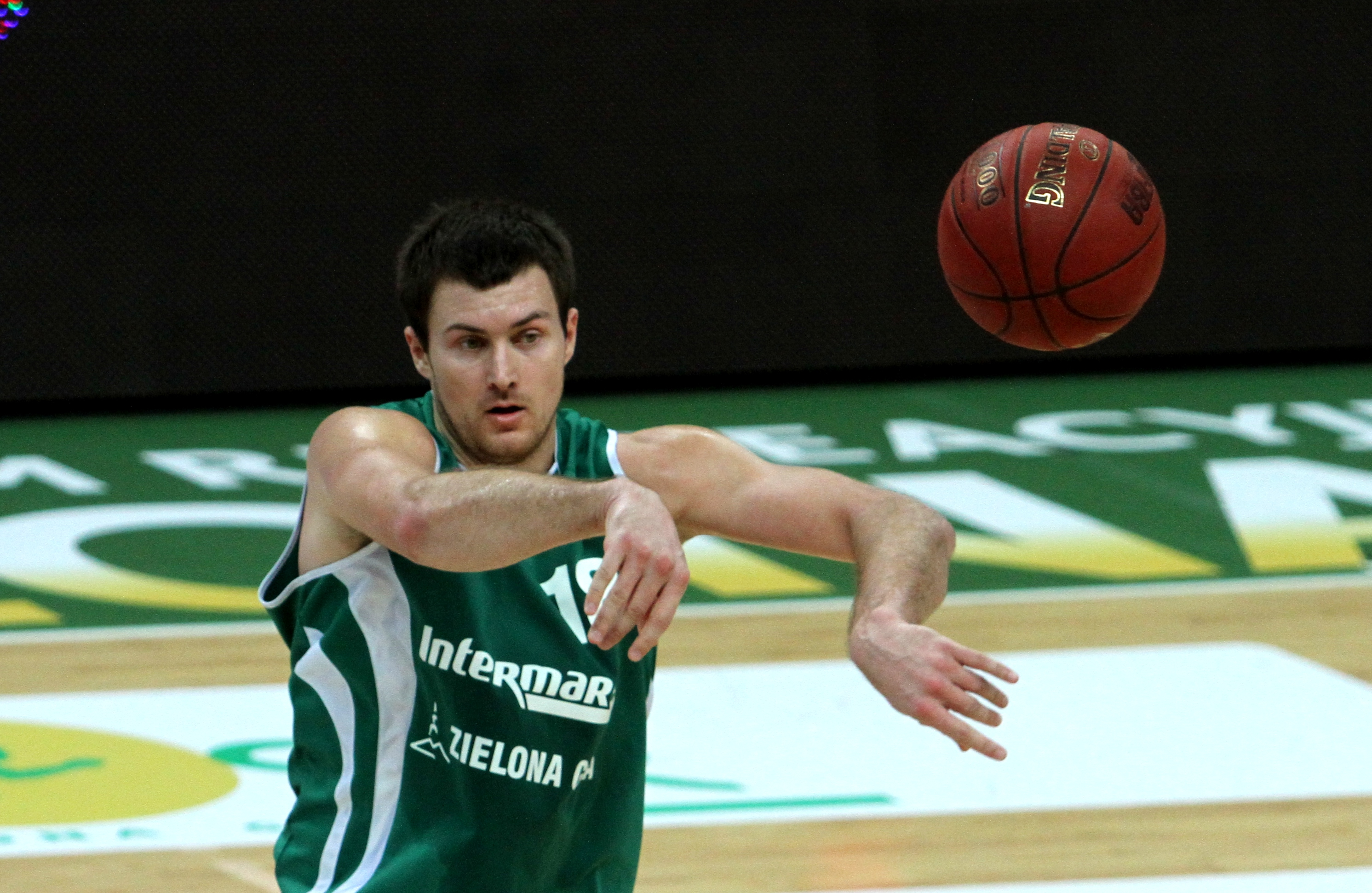
Podanie sprzed klatki piersiowej w praktyce

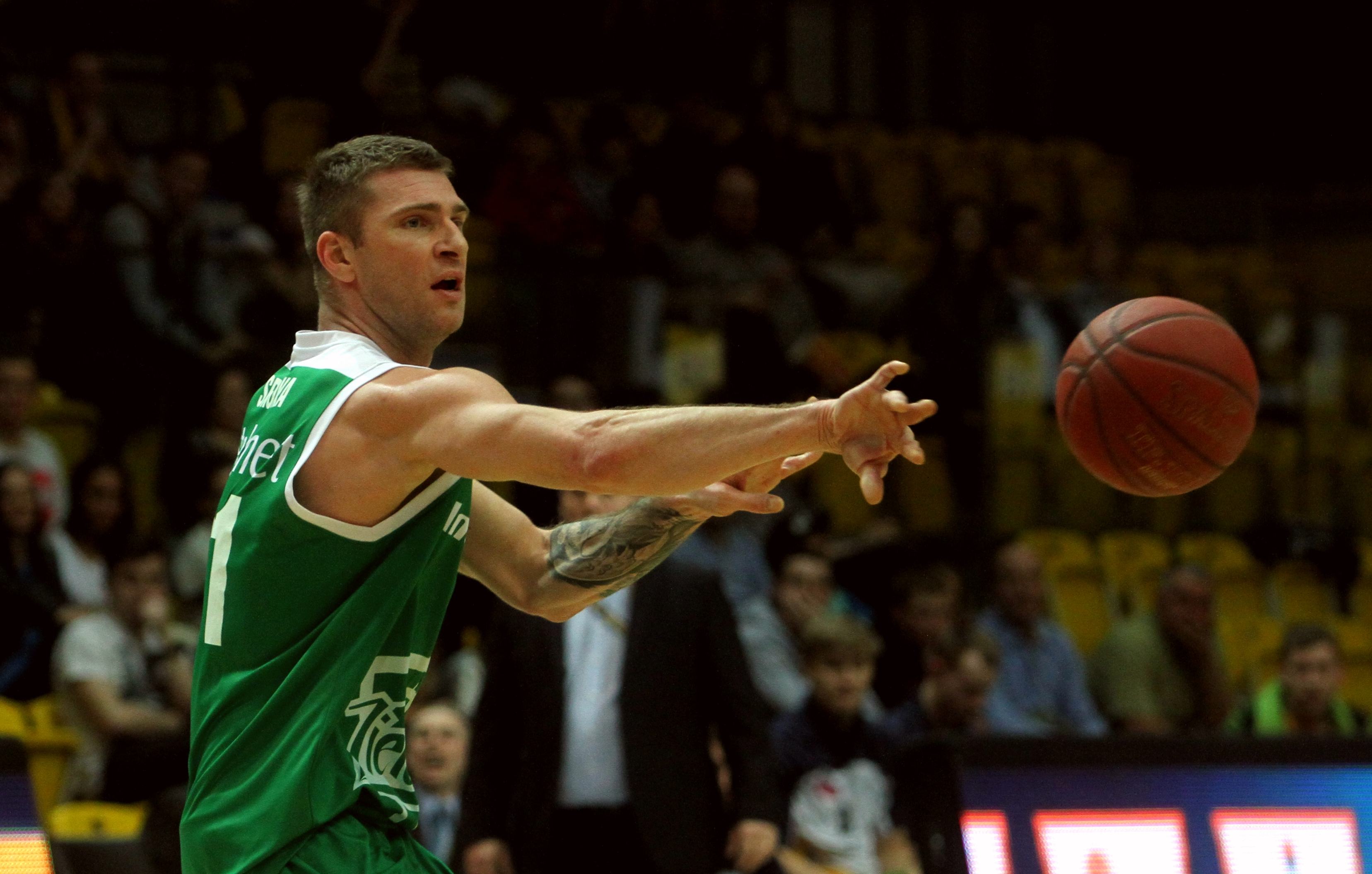
Podanie półgórne w praktyce

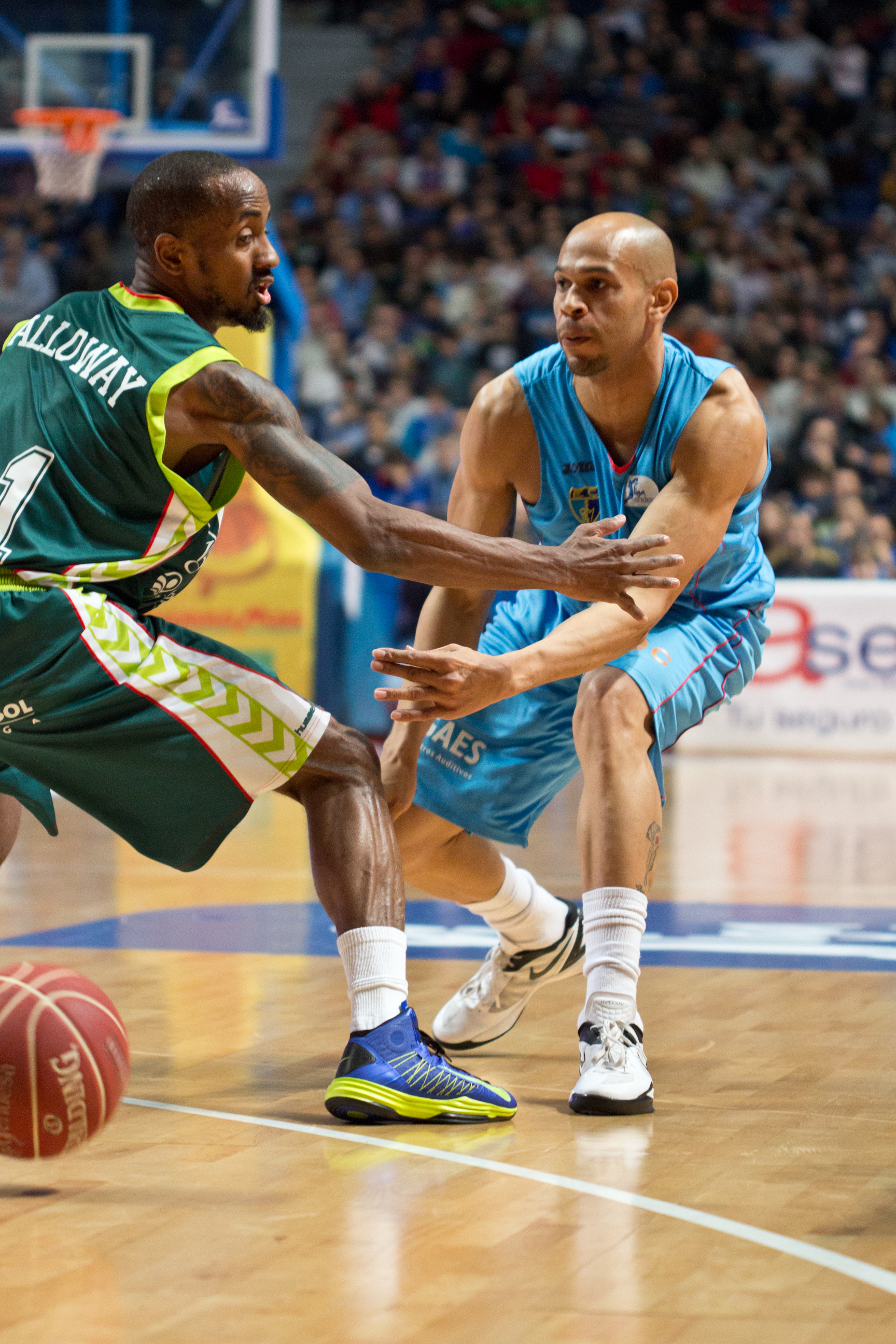
Podanie kozłem w praktyce

Podanie – w koszykówce jest przekazaniem piłki przez jednego zawodnika drużyny do innego zawodnika tej samej drużyny. Podanie stanowi najszybszy sposób przemieszczania piłki po boisku. Od skuteczności podań w dużej mierze zależy wynik meczu. Są podstawowym elementem koszykówki.
Podania są istotnym elementem koszykówki również z punktu psychologicznego. Dobrze wykonane podanie, zakończone np. asystą, może być źródłem dużej satysfakcji zawodnika podającego, wręcz równie dużej, co celny rzut, z kolei utrata piłki z powodu niepoprawnie wykonanego podania skutkuje nie tylko utratą piłki i być może punktów, ale również zdeprymowaniem całej drużyny.
Istnieje wiele rodzajów podań, a obowiązkiem każdego koszykarza wobec drużyny jest umiejętność skutecznego stosowania wszystkich podstawowych rodzajów podań, w zależności od sytuacji na boisku, bez lęku przed odpowiedzialnością za stratę piłki. Co więcej, nawet jeśli dany gracz jest wolny, to nie powinien stać w miejscu i oczekiwać na podanie – jego obowiązkiem jest wyjść na taktycznie lepszą pozycję i otrzymać piłkę w ruchu. 

## Czynniki wpływające na skuteczność podania
Podania powinny być szkolone tak długo, by koszykarze wykonywali je poprawnie technicznie bez zastanowienia, automatycznie, bez obserwacji piłki. Ważnym elementem skutecznego technicznie podania jest brak predykatorów, tzn. podawanie w taki sposób, by przeciwnik nie spodziewał się podania i aby nie był w stanie przewidzieć kierunku podania. Wykonuje się to poprzez obejmowanie wzrokiem jak największego pola, bez zatrzymywania wzroku na konkretnym zawodniku lub kierunku. Ważnym elementem skutecznego taktycznie podania jest właściwy wybór zawodnika do którego się podaje, tzn. umiejętność szybkiego i właściwego ocenienia, który zawodnik aktualnie znajduje się na najlepszej pozycji. Podanie musi być jak najszybsze i bardzo precyzyjne, ponieważ po chwycie piłki piłka powinna natychmiast być podawana do tego zawodnika, który w obecnej sytuacji na boisku stworzy największe zagrożenie wobec drużyny przeciwnej. Kluczowy jest także trafny wybór rodzaju podania, które będzie najskuteczniejsze w danej sytuacji, w zależności od predyspozycji zawodnika, jego odległości oraz położenia i predyspozycji przeciwników na boisku, oraz właściwe zsynchronizowanie podania w czasie i przestrzeni. Ważne jest, by każdy zawodnik umiał podawać jednorącz prawą i lewą ręką z jednakową skutecznością, ponieważ koszykarz nie może deklarować się jako zawodnik praworęczny lub leworęczny. Wybór ręki powinien zależeć od planowanego kierunku lotu piłki, a nie predyspozycji jednej ze stron.
Istotne są również działania zawodnika, który ma przyjąć podanie. Musi on starać się oderwać od kryjącego go obrońcy, stosując nagłe zrywy i zwody. Z kolei im dogodniejsza taktycznie jest pozycja zawodnika, tym szczelniej będzie kryty. Zatem przyjęcia piłki zwykle odbywają się w biegu. 

## Odpowiedzialność za podanie
Istnieją wśród koszykarzy podstawowe, ściśle określone reguły, dotyczące odpowiedzialności na skuteczność podania.
- Za skuteczność podania zawsze odpowiada zawodnik podający, a nie zawodnik otrzymujący podanie; tzn. jeśli piłka nie dotrze do drugiego zawodnika lub ten jej nie złapie, jest to wina podającego[2][8][9][1][7].
- Nigdy nie podaje się do zawodnika nieprzygotowanego do przyjęcia podania, np. odwróconego plecami i nieobserwującego piłki[2][8][7].
- Kierunek i siłę podania zawsze należy dostosować do kierunku i tempa przemieszczania się zawodnika, do którego skierowane jest podanie[6][8][1][5][7].
- Podający powinien stosować zawsze najprostsze dla danej sytuacji podanie[2][9][1][7]. Jednocześnie ma być to podanie najtrudniejsze do przejęcia przez przeciwnika[13].
- Podający musi umieć zastosować taką siłę podania, by piłka leciała wystarczająco szybko, by nie przejął jej przeciwnik i wystarczająco wolno, by mógł złapać ją zawodnik do którego skierowane jest podanie[2][8][1][13][7]. Nawet na bliskie odległości podanie powinno być silne[13].
- Podający powinien unikać wykonywania podań z wyskoku, ponieważ nagła zmiana sytuacji na boisku może doprowadzić do utraty w ten sposób piłki[10][11].
- Osoba otrzymująca podanie powinna dostać piłkę na wysokości klatki piersiowej[1] lub wyższej, w zależności od sytuacji, lecz nie wysoko ponad głową[5]. Ma to na celu umożliwienie natychmiastowego wykonania akcji po chwyceniu piłki[5]. Np. w sytuacji podkoszowej, jeśli zawodnik otrzyma piłkę na wysokości piersi lub głowy, będzie w stanie od razu wykonać rzut, z kolei niedopuszczalne jest podanie na wysokość kolan[5].

## Podstawowe rodzaje podań
Wyróżnia się kilka podstawowych rodzajów podań:
- podania oburącz:
  - podanie półgórne (sprzed klatki piersiowej),
  - podane znad głowy,
  - podanie dołem,
  - podanie kozłem;
- podania jednorącz:
  - podstawowe podanie jednorącz,
  - podanie hakiem,
  - podanie kozłem,
  - podanie dołem,
  - podanie za plecami;
- podania sytuacyjne, np.:
  - podanie za plecami
  - podanie bezpośrednio z kozłowania.

### Podanie oburącz sprzed klatki piersiowej
Podanie oburącz sprzed klatki piersiowej (podanie półgórne) jest najbardziej uniwersalnym rodzajem podania w koszykówce, przez co stanowi najczęściej stosowane podanie, zarówno na krótki jak i na daleki dystans. Stanowi najbardziej elementarny rodzaj podania, jest pierwszym rodzajem podania, jakiego uczą się początkujący koszykarze.
Zawodnik trzyma piłkę na wysokości piersi, blisko klatki piersiowej, uginając mocno ręce w stawach łokciowych. Palce są szeroko rozstawione, obejmując piłkę z tyłu (kciukiem) i z boku (pozostałymi palcami). Podający stoi w niewielkim wykroku, stopy ułożone ma równolegle, z palcami stóp skierowanymi dośrodkowo, a ciężar ciała rozłożony jest równomiernie na obie nogi. Stopy rozstawione odrobinę szerzej niż biodra. Tułów lekko pochylony do przodu.
Wyrzut piłki następuje poprzez szybki wyprost stawów łokciowych oraz zgięcie dłoniowe w stawach promieniowo-nadgarstkowych. Po wypuszczeniu piłki, obie dłonie kierowane są grzbietem do wewnątrz. 
Dodatkowo, jeśli podanie półgórne wykonywane jest na dużą odległość, należy wykonać wykrok w przód nogą zakroczną w kierunku lotu piłki. 
Typowe błędy początkujących koszykarzy:
- zbyt mocne ściąganie piłki na piersi[21],
- sztywne, wyprostowane nogi podczas wykonywania podania[21],
- błędne trzymanie piłki – trzymanie całą dłonią lub muskanie opuszkami palców[21],
- zbyt duży wykrok (wykrok powinien wynosić ok. połowę długości stopy)[21],
- zbyt mocny skręt dłoni na zewnątrz w końcowej fazie podania[21].

### Podanie oburącz znad głowy
Podanie oburącz znad głowy wykonywane jest zazwyczaj do podawania piłki na niewielkie odległości, w bliskim sąsiedztwie przeciwnika, po chwycie piłki górnym dosiężnym lub doskocznym lub w przypadku dynamicznego podania do ścinającego pod kosz centra.
Zawodnik trzyma piłkę nad głową, rękami ugiętymi w stawach łokciowych, wysuniętymi w przód. Nogi ułożone są w rozkroku i wykroku. Palce dłoni są rozstawione bardzo szeroko, ułożone z tyłu piłki. 
Wyrzut piłki następuje poprzez wyprost stawów łokciowych, połączony z wysunięciem rąk w przód na wysokości głowy, oraz poprzez bardzo mocne zgięcie dłoniowe w stawach promieniowo-nadgarstkowych. Ciężar ciała przenoszony jest na śródstopie. Po wypuszczeniu piłki, palce pozostają szeroko rozstawione, opuszczone w dół. 
Dodatkowo, jeśli podanie znad głowy jest wykonywane na dużą odległość, dodatkowo wymagana jest praca nóg poprzez zgięcie, a w momencie wyrzutu piłki – wyprostowanie nóg w stawach kolanowych. Ciężar ciała rozłożony wpierw równomiernie na całe stopy, zostaje przeniesiony na śródstopie. Dodatkowo noga zakroczna może wykonać wykrok w przód w kierunku lotu piłki. 
Typowe błędy początkujących koszykarzy:
- przeciąganie piłki za głowę[23],
- pochylanie tułowia do przodu[23],
- zbyt słaba praca nadgarstków[23],
- podanie łukiem, zamiast całkowicie płasko[23].

### Podanie oburącz dołem
Podanie oburącz dołem (czasem bardziej potocznie nazywane podaniem z ręki do ręki) wykonywane jest w sytuacji przekazania piłki na bardzo niewielką odległość, do przebiegającego obok zawodnika, który ma otrzymać podanie. Najczęściej wykonywane jest przy zasłonie lub po chwycie dolnym. Ten rodzaj podania powinien być dość lekki. 
Zawodnik trzyma piłkę po jednej stronie ciała (prawej lub lewej), bardzo blisko biodra, a ręce ugięte są w stawach łokciowych, skierowane na zewnątrz, tułów lekko pochylony do przodu. Rozstawione palce dłoni obejmują piłkę z boku. Nogi ustawione są w silnym wykroku (zakroczna jest noga po stronie piłki), ugięte w stawach biodrowych, kolanowych oraz skokowo-goleniowych. Ciężar ciała rozłożony jest równomiernie na obie stopy. 
Wyrzut piłki następuje poprzez wysunięcie rąk w przód aż do całkowitego wyprostowania stawów łokciowych. Dłonie układają się w przedłużeniu przedramienia. Ciężar ciała przenosi się na śródstopie nogi wykrocznej. Piłka po wypuszczeniu z dłoni zostaje niejako zawieszona w powietrzu, by mógł ją chwycić przebiegający tuż obok zawodnik. 

### Podanie oburącz kozłem
Podanie oburącz kozłem (rzadziej nazywane podaniem oburącz od podłoża) wykonywane jest zazwyczaj w sytuacji, gdy zawodnik podający jest kryty przez wysokiego przeciwnika lub podczas obrony strefowej. 
Technika podania kozłem jest zależna od tego, czy podanie jest na odległość mniejszą czy większą od 5 metrów. Przy podaniu na mniej niż 5 metrów, piłki nie poddaje się rotacji. W przypadku podania powyżej 5 metrów, piłce nadaje się rotację, w celu przyspieszenia jej lotu. Wykonuje się to poprzez ułożenie dłoni bardziej na szczycie piłki, a po silnym wyrzuceniu piłki z rąk, dłonie skierowane są wnętrzem do parkietu. 
Podający kozłem stoi w niewielkim rozkroku, mając ciężar ciała rozłożony równomiernie na obie nogi. Nogi są ugięte w stawach biodrowych, kolanowych i skokowo-goleniowych, a stopy skierowane dośrodkowo. Piłkę należy trzymać na wysokości pasa. Ręce są ugięte w stawach łokciowych, znajdują się blisko tułowia, łokcie lekko odwiedzione w bok. Palce dłoni rozstawione są szeroko, obejmując boki piłki. 
Wyrzut piłki następuje poprzez wysunięcie rąk w przód w kierunku podłoża, aż do całkowitego wyprostowania stawów łokciowych. Dłonie do samego końca wyprostu trzymają piłkę, zgięte grzbietowo w stawach promieniowo-nadgarstkowych, a w chwili wyrzutu piłki zostają w tych stawach zgięte dłoniowo. Równomiernie z prostowaniem stawów łokciowych, prostowane są także stawy biodrowe, kolanowe tudzież skokowo-goleniowe. Ciężar ciała zostaje przeniesiony w całości na nogę wykroczną. W przypadku podań na odległość mniejszą od 5 metrów noga zakroczna utrzymuje kontakt z podłożem poprzez palce u stóp, a przy podaniach na więcej niż 5 metrów, stopa zakroczna zostaje podniesiona w przód, w kierunku podania.

### Podstawowe podanie jednorącz
Podstawowe podanie jednorącz (rzadziej nazywane podaniem jednorącz bocznym) wykonywane jest w sytuacji konieczności podania piłki na bardzo duże odległości, na drugi koniec boiska, zwłaszcza w sytuacji szybkiego ataku. Powinno być dostosowane do prędkości zawodnika otrzymującego podanie, piłka powinna go wyprzedzić oraz znaleźć się w okolicach środka boiska względem szerokości. 
Piłkę umieszcza się po jednej ze stron głowy (prawej lub lewej), na wysokości ucha. Palce dłoni odpowiadającej stronie piłki, podtrzymują piłkę od tyłu, a drugiej – od przodu. Ręce mocno są ugięte w stawach łokciowych, pod kątem prostym. Pozycja ta powoduje skręt tułowia. Nogi znajdują się w wykroku, a nogą zakroczną jest noga odpowiadająca stronie piłki. Ciężar ciała jest nieznacznie przeniesiony na nogę zakroczną. 
Wyrzut piłki następuje poprzez obrót ramienia bez skrętu tułowia oraz wyprowadzenie ręki w przód, równolegle do parkietu, aż do całkowitego wyprostowania stawu łokciowego. Ugięte nogi są prostowane w stawach biodrowych, kolanowych oraz skokowo-goleniowych, a ciężar przenosi się na nogę wykroczną. W ostatniej fazie wyprost przedramienia zostaje połączony z obrotem dłoni w przód, dłoń zostaje opuszczona w dół, a palce rozstawione. Druga ręka (po stronie przeciwnej piłce) zostaje opuszczona w dół, wzdłuż tułowia. Przy podaniach na największe odległości dodatkowo można nogą zakroczną wykonać krok w przód w kierunku lotu piłki.
Typowe błędy początkujących koszykarzy:
- pchanie piłki[33],
- zbyt niskie ułożenie ramion[33],
- ustawienie nogi odpowiadającej ręce trzymającej piłkę, jako nogi wykrocznej, zamiast zakrocznej[33].

### Podanie jednorącz hakiem
Podanie jednorącz hakiem wykonywane jest zazwyczaj gdy zawodnik kryjący znajduje się blisko podającego, w sytuacjach podania na szybki atak, w grze 2:1 oraz w atakach pozycyjnych, w sytuacjach podkoszowych, w których każdy inny rodzaj podania jest szczególnie narażony na przejęcie piłki przez przeciwnika lub przy podaniach z rogów boiska.
Podający jest ustawiony bokiem do kierunku podania. Stoi w niewielkim rozkroku. Z chwytu oburęcznego przenosi piłkę do jednej, wybranej dłoni i unosi ją na wysokość lekko poniżej obręczy kończyny górnej. Ręka ta zostaje odwiedziona w bok, lekko ugięta w stawie łokciowym, oraz mocno zgięta w stawie promieniowo-nadgarstkowym. Dłoń jest położona z tyłu piłki, a druga ręka podtrzymuje piłkę od przodu. 
W trakcie wyrzutu piłki trzymanie oburęczne zostaje zamienione na trzymanie piłki wyłącznie w palcach ręki zgiętej dłoniowo w stawie promieniowo-nadgarstkowym. Wyrzut piłki następuje poprzez obrót ręki w stawie ramieniowym, przy równoczesnym prostowaniu stawu łokciowego oraz jeszcze silniejszym zginaniu dłoniowo stawu promieniowo-nadgarstkowego. Po wyrzucie piłki następuje lekkie zgięcie stawu łokciowego oraz promieniowo-nadgarstkowego, a szeroko rozstawione palce dłoni wypuszczającej piłkę zostają opuszczone w dół. 
Typowe błędy początkujących koszykarzy:
- zbyt szybkie oderwanie ręki podtrzymującej piłkę[37],
- zbyt szybkie wypuszczenie piłki z ręki[37].

### Podanie jednorącz kozłem
Podanie jednorącz kozłem wykonywane jest zazwyczaj przez zawodnika kozłującego piłkę środkowym pasem działania, do zawodnika wbiegającego pod kosz lewym lub prawym pasem działania, często w sytuacjach 2:1. W ostatnich dekadach widać stały wzrost częstości stosowania tego podania przez koszykarzy.
Podający ustawia nogi w wykroku, stojąc lekko po skosie względem kierunku podania. Piłkę ustawia po wybranej stronie tułowia (prawej lub lewej), na wysokości biodra, trzymając ją oburącz. Przedramię po stronie piłki zostaje przywiedzione do tułowia i zgięte w stawie łokciowym pod kątem zbliżonym do prostego, zapewniającym cofnięcie ramienia za biodro. Ręka ta jest lekko zgięta grzbietowo w stawie promieniowo-nadgarstkowym, a palce skierowane są w bok, na tylnej części piłki. Druga ręka, ułożona bardzo blisko tułowia, przytrzymuje chwilowo piłkę, lecz już w pierwszej fazie wyrzutu piłki, puszcza piłkę.
Wyrzut piłki następuje poprzez wyprostowanie ręki w stawie łokciowym i skierowanie po skosie w przód, w kierunku parkietu. Po wypuszczeniu piłki ręka zostaje zgięta dłoniowo w stawie promieniowo-nadgarstkowym, a szeroko rozstawione palce są skierowane w dół. 
Typowe błędy początkujących koszykarzy:
- odbicie piłki od parkietu w zbyt dużej odległości od zawodnika otrzymującego podanie[43].

### Podanie jednorącz dołem
Podanie jednorącz dołem wykonywane jest w sytuacji przekazania piłki na bardzo niewielką odległość, do przebiegającego obok zawodnika, który ma otrzymać podanie. Często stosowane po chwycie dolnym. Ten rodzaj podania powinien być dość lekki. Podanie jednorącz dołem wykonywane jest analogicznie do podania oburącz dołem. Istotna różnica polega na trzymaniu piłki w momencie wyrzutu – ręka rzucająca mocno zgięta dłoniowo w stawie promieniowo-nadgarstkowym jest ułożona z tyłu i z boku piłki, druga podtrzymuje piłkę z góry i z przodu, i aż do chwili wyrzutu trzymana jest oburącz. W ostatniej fazie wyrzutu ręka podająca zostaje wysunięta w przód i wyprostowana w stawie łokciowym, druga zaś zostaje blisko tułowia.

### Podanie jednorącz za plecami
Podanie jednorącz za plecami (również nazywane podaniem jednorącz tyłem wokół tułowia) jest wykonywane bardzo rzadko i na niewielkie odległości, przez niektórych teoretyków zaliczane do grupy podań sytuacyjnych. Jest nieprecyzyjne i stosowane wyłącznie przez bardzo doświadczonych koszykarzy, którzy przez lata wypracowali dobrą precyzję tego podania. Wykonywane zazwyczaj, gdy obrońca skutecznie uniemożliwia podanie sprzed klatki piersiowej w sytuacji szybkiego ataku 2:1 lub w celu dezorganizacji całej obrony przeciwnika poprzez zaskoczenie tym podaniem zza pleców. Prawidłowe wykonanie tego podania jest bardzo trudne.
Z reguły zawodnik wyprowadza podanie jednorącz z tej pozycji, w jakiej nastąpił chwyt piłki, z wysokości barku lub biodra.

### Podanie bezpośrednio z kozłowania
Podanie bezpośrednio z kozłowania jest jednym z podań sytuacyjnych i polega na skierowaniu kozłowanej piłki (bez jej złapania) tak, by po kolejnym koźle trafiła do rąk zawodnika, który ma otrzymać podanie. Może być zastosowane zarówno na niewielką odległość, jak i na duże odległości poprzez skierowanie piłki wysokim lobem. 